# Red Dog: True Blue
Pour les articles homonymes, voir Red Dog.
Pour plus de détails, voir Fiche technique et Distribution.
Red Dog: True Blue est une comédie dramatique australienne réalisée par Kriv Stenders, sorti en 2016.

## Distribution
- Jason Isaacs : Michael Carter
- Levi Miller : Mick
- Hanna Mangan Lawrence : Betty
- Bryan Brown : Grandpa
- Justine Clarke : Diane Carter
- Steve Le Marquand : Little John
- Thomas Cocquerel : Stemple
- Zen McGrath : Theo Carter
- Kee Chan : Jimmy Umbrella
- Kelton Pell : Durack
- Syd Brisbane : Big John
- Winta McGrath : Nicholas Carter
- Kirsten Corunna : Cinema Goer
- Charlotte Lorenz : Sass
- Calen Tassone : Taylor Pete

Galerie photo des acteurs
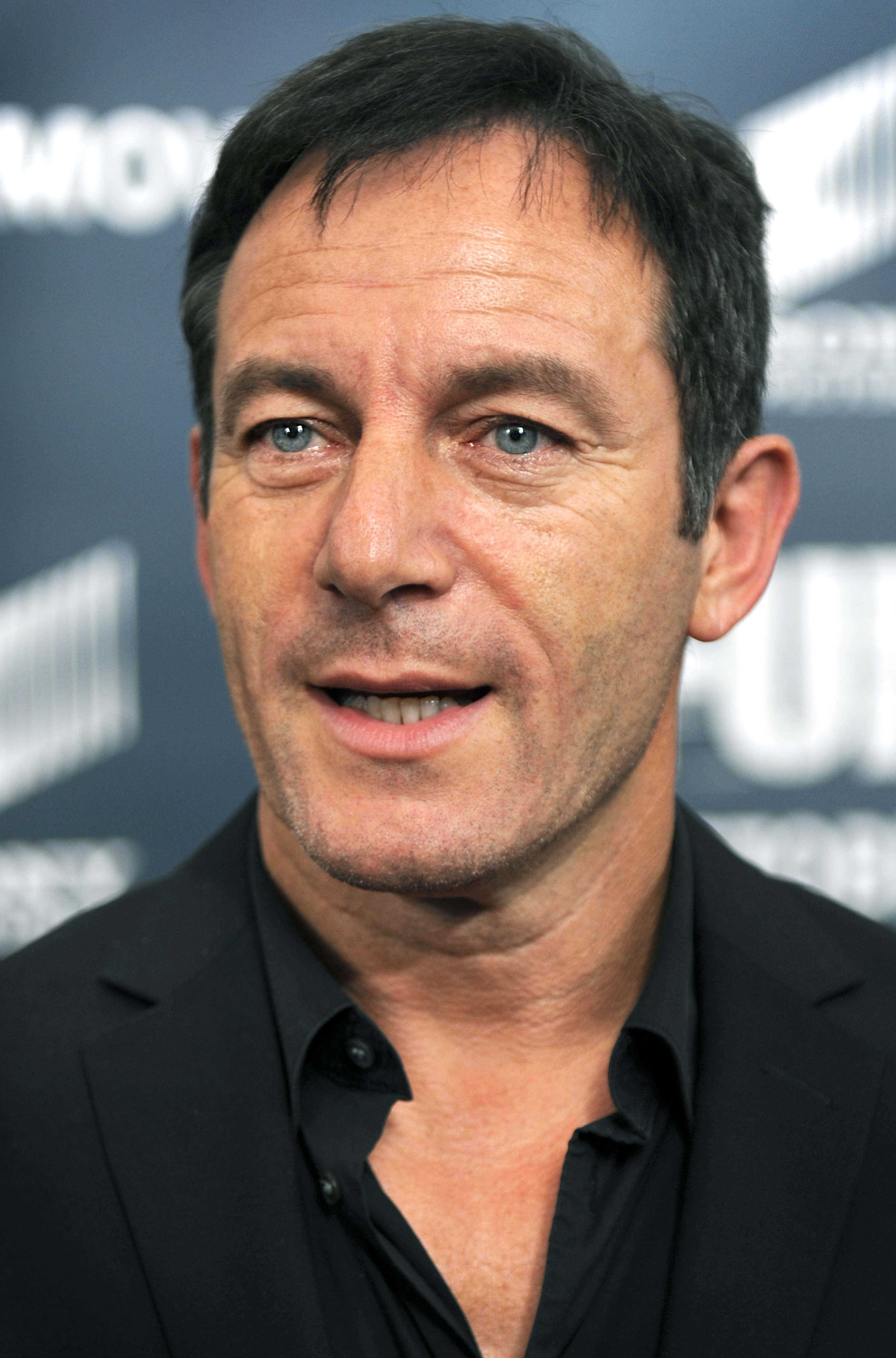
Jason Isaacs
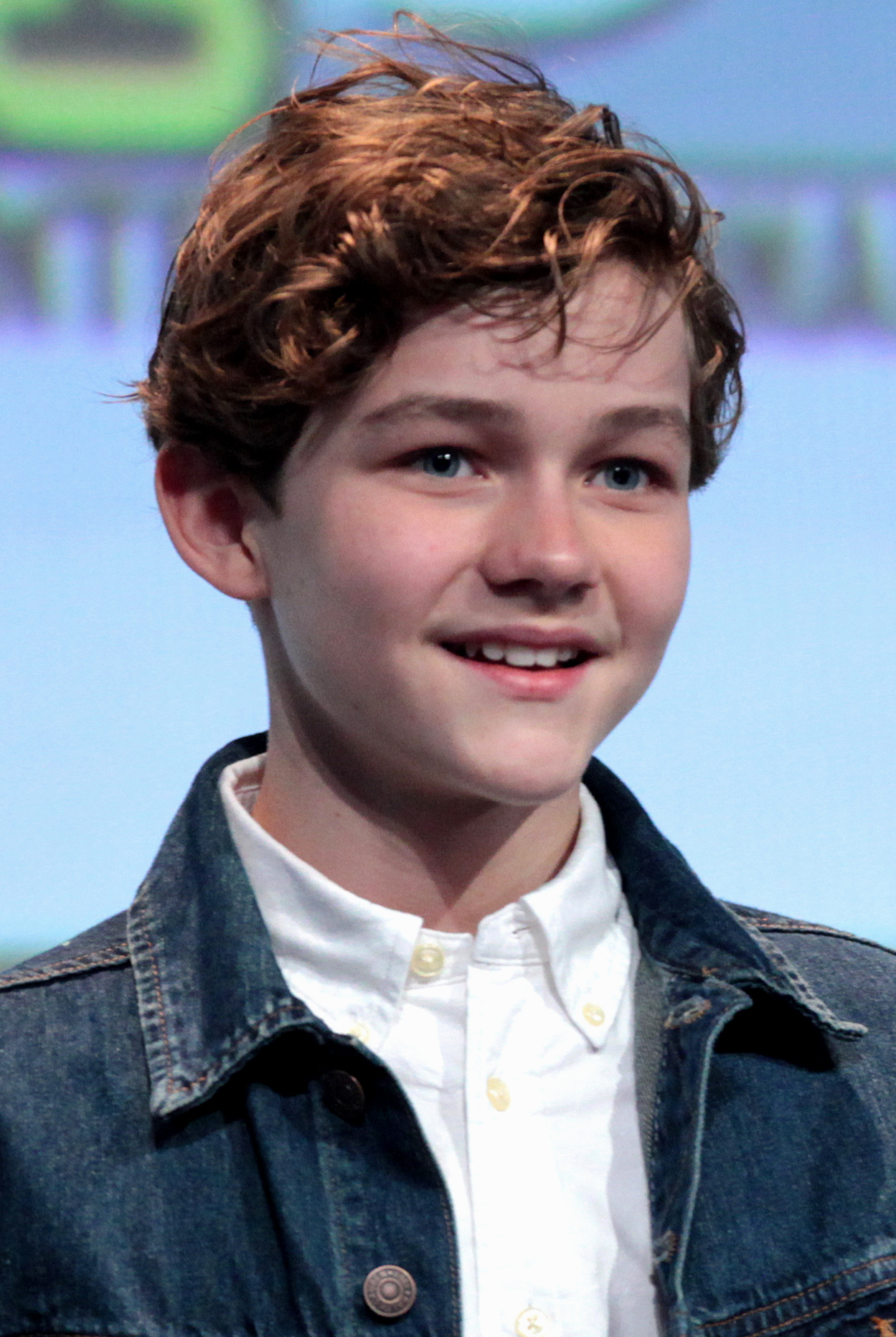
Levi Miller
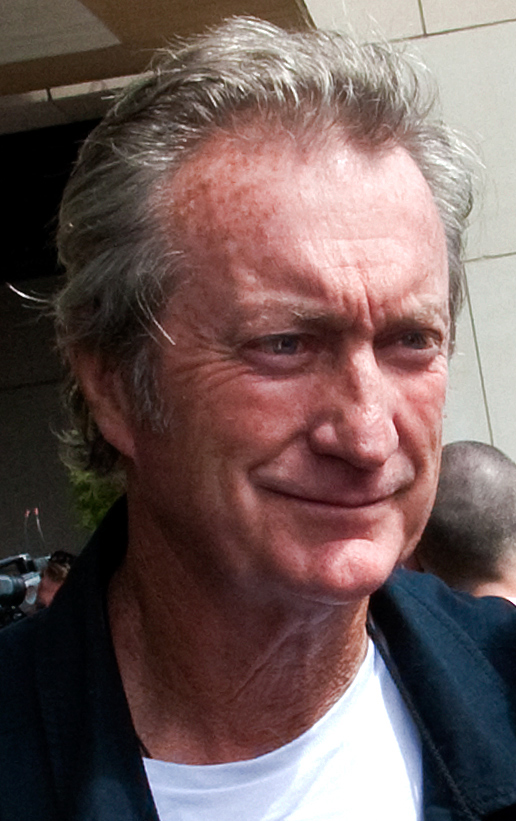
Bryan Brown